# Wipeout 2097
Wipeout 2097 (estilizado wipE'out"2097; lanzado como Wipeout XL en América del Norte) es un juego de carreras futurista desarrollado y publicado por Psygnosis. Es la segunda entrega lanzada en la serie Wipeout, y es la secuela directa del juego original lanzado el año anterior. Se lanzó originalmente en 1996 para PlayStation y Microsoft Windows, y en 1997 para Sega Saturn. Más tarde fue portado por Digital Images para la Amiga en 1999 y por Coderus a Mac OS en 2002.
Mientras que el juego original introdujo la liga de carreras antigravitantes F3600 en 2052, Wipeout 2097 se desarrolla cuatro décadas más tarde y presenta al jugador a la liga de carreras F5000 AG, mucho más rápida, más competitiva y más peligrosa. El juego introdujo una nueva interfaz de daño y nuevas armas y pistas. La versión de Sega Saturn admitía el control analógico utilizando su Control Pad 3D, mientras que la versión de PlayStation solo admitía el control analógico mediante el uso del controlador opcional Negcon twist.
El juego recibió críticas generalmente positivas de los críticos, que elogiaron el juego por sus dramáticas mejoras en los controles, gráficos y juego del Wipeout original. IGN clasificó el juego como el decimotercer mejor juego de PlayStation de todos los tiempos en 2002.

## Jugabilidad
La jugabilidad no difiere mucho del título anterior. Aparte de los diferentes circuitos y nuevas armas, se mantuvieron los aspectos fundamentales. Pilotos compiten entre sí o controlados por la computadora para terminar en la posición más alta posible.
Aunque los oficios se mueven a velocidades muy altas en línea recta, Wipeout se inspira en los avances de Fórmula 1 aspirando a velocidades de giro aún mayores. Usando el paralelo de Fórmula 1, en lugar de usar la aerodinámica para aumentar el agarre de la rueda por la fuerza hacia abajo para velocidades de giro más rápidas, Wipeout utiliza un método ficticio de frenado por aire para lograr una fuerza de giro aún mayor. El solo hecho de mover una embarcación a la izquierda o la derecha es muy sensible, pero al aplicar un freno de aire en la dirección del movimiento, los jugadores giran giros muy cerrados casi a la velocidad máxima, incluidos los que superan los 90 grados. Al aplicar un freno de aire, el giro comienza gradualmente pero a medida que continúa, el cambio de dirección aumenta bruscamente. Cuando sea necesario, el jugador también puede usar frenos de aire dobles para una desaceleración rápida, que generalmente se usa si el piloto ha volado fuera de la línea de carrera en curvas cerradas y necesita estar estable. El jugador también puede recibir daño del fuego enemigo y ser volado, pero la nave puede ser "recargada" a la salud en la parada en boxes a cambio de unos pocos segundos de la carrera.
Aparte de los aspectos tácticos habituales de las carreras, Wipeout 2097 (a diferencia de su antecesor) ofreció la oportunidad de eliminar a otros pilotos de la competencia al destruir su nave con armas. Cada nave tiene una cuota de energía de escudo, y cuando esta cuota llega a cero, ya sea por el daño sufrido por los ataques con armas, o el impacto de otra nave o los bordes del circuito, la nave explota. La nave también explota si se alcanza el límite de tiempo, aunque esto solo se aplica a jugadores humanos. El arma más grande introducida en 2097 fue el Quake Disruptor, que ha sido un sello de la serie desde entonces. Esta arma causa un terremoto que empuja una ola destructiva por la pista que sumerge las naves en las que se estrella.
El objetivo del juego sigue siendo el mismo de su predecesor: completar desafíos cada vez más difíciles para pasar a la siguiente carrera. El nivel de dificultad se cambia al aumentar la velocidad máxima de la nave, a través de cuatro clases diferentes (Vector, Venom, Rapier y Phantom). El número de vueltas necesarias para completar una carrera también aumentó con cada nueva clase. La victoria en los modos de desafío es el logro final del juego. Estos modos son similares a un campeonato en el que los jugadores tienen que correr todas las pistas para convertirse en campeones; sin embargo, en lugar de sumar puntos, el modo Desafío adopta un enfoque muy centrado en el jugador, ya que solo permite avanzar a la siguiente pista entrando primero en la pista actual. Los jugadores pueden perder el modo perdiendo las tres vidas, que se pierden al terminar una carrera en peor que la tercera posición. Al ganar todas las carreras, el jugador se coronará como campeón y se le dará acceso a modos más rápidos, nuevas pistas y, en última instancia, la piraña.

## Desarrollo
Al igual que con la primera entrega, Wipeout 2097 fue desarrollado por el desarrollador de Liverpudlian, Psygnosis, y el arte promocional fue diseñado por The Designers Republic, con sede en Sheffield. El ciclo de desarrollo duró siete meses. Para atender el aumento en los jugadores de Wipeout, se introdujo una curva de aprendizaje más fácil y se mantuvo la dificultad en el extremo superior para los jugadores experimentados. El juego fue pensado originalmente como un complemento de pistas para el Wipeout original. No se había planeado ninguna secuela, pero a Psygnosis le pidió a Andy Satterthwaite (quien trabajó en la versión MS-DOS del original) que solicitara el papel de "productor interno". Lo hizo, y durante la entrevista, pidió hacer una secuela de Wipeout, pero en cambio terminó desarrollando pistas adicionales. El complemento se tituló Wipeout 2097 porque Psygnosis no quería dar la impresión de que era una secuela completa. En los Estados Unidos, se llamaba Wipeout XL porque se pensaba que los jugadores estadounidenses no entenderían el concepto de juego que se establecería un siglo en el futuro. El título estadounidense originalmente iba a ser Wipeout XS (por "Exceso"), pero se señaló que XS también podría significar "extra pequeño". Satterthwaite terminó con un equipo de dos programadores (dos de los cuales eran nuevos), seis artistas y Nick Burcombe.
El aspecto del juego estuvo influenciado por la cultura japonesa porque el equipo había trabajado con The Designers Republic. Nicky Westcott fue la artista principal, y su equipo se basó en los diseños originales de los vehículos. También trabajó con los diseñadores y programadores en las pistas. Las herramientas personalizadas se crearon en Softimage para desarrollar las pistas, que se modificaron y el equipo reprodujo las pistas del otro para obtener retroalimentación. Durante el proceso, Satterthwaite se dio cuenta de que podía hacer más que los complementos de pistas que tenía la tarea de producir. El trabajo en las pistas comenzó en enero de 1996, y el plan era seleccionar ocho pistas de las veinte diseñadas y construidas en un mes. Se esperaba que su "skinning" se completara en junio, con el juego previsto para su lanzamiento en octubre. A pesar del trabajo involucrado, Satterthwaite tenía tres codificadores no involucrados. El código de colisión del Wipeout original también fue completamente revisado.
Burcombe quería mejorar el manejo del barco original e introducir una nueva arma, lo que llevó a nuevas ideas de encendido. Westcott dijo que era una colaboración entre las áreas debido a la fecha límite estricta. El cambio de juego que tuvo más interés fue lo que sucedió con las naves que alcanzaron los bordes de la pista. Que las naves que se detuvieron de inmediato en el juego original fueron consideradas demasiado duras. Se deseaba que los barcos rasparan los bordes en su lugar, y esto tomó más tiempo de lo esperado para desarrollarse. Los vehículos fantasma solo aparecieron en la versión europea porque Atari tenía una patente de Hard Drivin 'en los Estados Unidos. El equipo quería hacer posible ganar carreras en cualquier nave, y el desafío era hacer que todos se sintieran diferentes y seguir teniendo su valor. Se realizaron meses de trabajo para reequilibrar la inteligencia artificial a fin de garantizar que todos los ajustes de vehículos y pistas fueran un desafío. Sony quería una función de enlace, que resultó difícil debido a los problemas de sincronización y las diferencias de velocidad de fotogramas entre PAL y NTSC. Se agregó mucho contenido adicional, como pistas más duras y un barco prototipo, porque, según Westcott, el equipo estaba entusiasmado y estresado, y describió su desarrollo como "un período de gran energía y agotamiento inmenso al mismo tiempo".
Una gira completa por el club nocturno del Reino Unido se inició junto con la bebida energética Red Bull, que se destacó durante todo el juego, antes de que la bebida ganara popularidad en el mercado estadounidense.
El juego se dio a conocer por primera vez en forma de una demostración pre-alfa en la Electronic Entertainment Expo de mayo de 1996. Wipeout 2097 se lanzó en 1996 y vendió alrededor de un millón de copias. Los puertos para Sega Saturn, Amiga, Apple Macintosh y PC se lanzaron posteriormente. Al igual que con el Wipeout original, el puerto de Saturn fue desarrollado por Perfect Entertainment.

### Música
La nueva música se grabó principalmente en el equipo de música interno de Psygnosis, CoLD SToRAGE, para versiones lanzadas fuera de PlayStation. Las canciones de PlayStation, Sega Saturn y las versiones de Windows y Mac también podrían escucharse insertando el CD en un reproductor de CD (y saltándose la primera pista). La banda sonora también se lanzó como un CD de audio, aunque con un artista y una lista de canciones diferentes.
| Track listing PlayStation version |                               |                            |          |  |
| N.º                               | Título                        | Artista                    | Duración |  |
| 1.                                | «We Have Explosive»           | The Future Sound of London | 5:53     |  |
| 2.                                | «Landmass»                    | The Future Sound of London | 4:29     |  |
| 3.                                | «Atom Bomb»                   | Fluke                      | 5:33     |  |
| 4.                                | «V Six»                       | Fluke                      | 5:19     |  |
| 5.                                | «Dust up Beats»               | The Chemical Brothers      | 6:07     |  |
| 6.                                | «Loops of Fury»               | The Chemical Brothers      | 4:41     |  |
| 7.                                | «The Third Sequence»          | Photek                     | 4:48     |  |
| 8.                                | «Tin There (Underworld Edit)» | Underworld                 | 6:08     |  |
| 9.                                | «Firestarter (Instrumental)»  | The Prodigy                | 4:39     |  |
| 10.                               | «Canada»                      | CoLD SToRAGE               | 6:14     |  |
| 11.                               | «Body in Motion»              | CoLD SToRAGE               | 5:14     |  |

| Track listing Saturn version |                   |              |          |  |
| N.º                          | Título            | Artista      | Duración |  |
| 1.                           | «Kinkong»         | CoLD SToRAGE | 4:31     |  |
| 2.                           | «Plasticity»      | CoLD SToRAGE | 3:55     |  |
| 3.                           | «Messij Xtnd»     | CoLD SToRAGE | 9:22     |  |
| 4.                           | «Body In Motion»  | CoLD SToRAGE | 5:15     |  |
| 5.                           | «Canada»          | CoLD SToRAGE | 6:13     |  |
| 6.                           | «Tenation»        | CoLD SToRAGE | 2:42     |  |
| 7.                           | «Surgeon»         | CoLD SToRAGE | 4:06     |  |
| 8.                           | «Body Plus»       | CoLD SToRAGE | 9:22     |  |
| 9.                           | «Hakapik Murder»  | CoLD SToRAGE | 4:08     |  |
| 10.                          | «Messij Received» | CoLD SToRAGE | 4:18     |  |

| Track listing Mac version |                   |              |          |  |
| N.º                       | Título            | Artista      | Duración |  |
| 1.                        | «Body In Motion»  | CoLD SToRAGE | 5:15     |  |
| 2.                        | «Canada»          | CoLD SToRAGE | 6:13     |  |
| 3.                        | «Hakapik Murder»  | CoLD SToRAGE | 4:08     |  |
| 4.                        | «Plasticity»      | CoLD SToRAGE | 3:55     |  |
| 5.                        | «Messij Received» | CoLD SToRAGE | 4:18     |  |
| 6.                        | «Surgeon»         | CoLD SToRAGE | 4:06     |  |
| 7.                        | «Tenation»        | CoLD SToRAGE | 2:42     |  |
| 8.                        | «Messij Xtnd»     | CoLD SToRAGE | 9:22     |  |
| 9.                        | «Kinkong»         | CoLD SToRAGE | 4:31     |  |

## Recepción
Air Hendrix obtuvo la versión de PlayStation con un perfecto 5 de 5 en cada categoría (FunFactor, control, sonido y gráficos) en GamePro, citando "innovaciones generales" sobre la ya excelente WipeOut original. Comentó en particular que los controles son mucho más refinados, más justos y más fáciles de dominar, y que la velocidad de fotogramas y los efectos gráficos son mucho más impresionantes. Tom Ham de GameSpot también comentó sobre las mejoras de control y aprobó la nueva capacidad para destruir a los oponentes. Además, elogiando los elaborados fondos, los efectos de sonido detallados y el más agresiva I.A, consideró que era "una compra obligada". IGN dijo que había superado el original en términos de música, cantidad de corredores simultáneos, inteligencia artificial, armas y gráficos, y concluyó: "Son juegos como este los que te enorgullecen de ser un propietario de PlayStation". En 1996, Next Generation clasificó a Wipeout 2097 como el 32.º mejor juego de todos los tiempos por la forma en que "jugar Wipeout vinculado se acerca a los juegos en su máxima expresión", señalando que el juego podría haber sido una demostración de tecnología para PlayStation. Edge le dio a las versiones de PlayStation y Sega Saturn una puntuación de 8 sobre 10, con comentarios similares de sus gráficos mejorados y su juego.
Los editores de Electronic Gaming Monthly recibieron Wipeout 2097 Best Music de 1996 y un finalista (detrás de Super Mario 64) por Best Graphics. En 1997, The Official PlayStation Magazine lo nombró como el quinto mejor juego de PlayStation. En la lista de todos los tiempos de los 25 mejores juegos de PlayStation de IGN, se ubicó en el 13 ° lugar, y se lo consideró a menudo como el mejor juego de carreras de PlayStation de su tiempo y fue elegido por delante de otros en la serie porque Wipeout 2097 fue "el que prefirieron para seguir regresando a". Se ubica como el tercer mejor juego de PlayStation en GameRankings con un puntaje promedio de revisión de 94.75 por ciento de diez fuentes diferentes.
Jeff Gerstmann revisó la versión para PC en GameSpot, evaluando que "la compatibilidad con Direct3D de la versión para PC le da a este nuevo lanzamiento un buen aspecto, mientras mantiene intactas la acción rápida y los gráficos estilizados que los jugadores de la consola han llegado a conocer y amar". Dijo que la nueva banda sonora, aunque buena, es una decepción en comparación con las pistas de techno de la versión de PlayStation, pero le dio una fuerte recomendación al juego.